# Лисовская, Янина Константиновна
Яни́на Константи́новна Лисо́вская (нем. Janina Lissovskaia; род. 17 сентября 1961, Москва, СССР) — советская, российская и немецкая актриса театра и кино, театральный режиссёр, преподаватель актёрского мастерства.

## Биография
Янина Лисовская родилась 17 сентября 1961 года в артистической семье в Москве. Отец — классический тенор, солист Московской государственной филармонии Константин Павлович Лисовский (1932—2023), мать — Людмила Николаевна Лисовская, переводчица.
В 1982 году окончила школу-студию МХАТа. Играла на сцене Центрального детского театра (1982—1987)
и МХАТа (1982—1987, им. А. П. Чехова 1987—1995).
Снялась во многих кинофильмах, работала на радио. Самая известная и заметная роль актрисы — Людка в фильме Владимира Меньшова «Любовь и голуби».
С начала 1990-х годов проживает в Германии. За это время снялась в немецких фильмах «Место преступления. Следы войны», «Живущий у Рейна», «Приземление на Луну», «Рандеву», «Ласточкино гнездо» (Das Schwalbennest, 2004).
Одна из последних работ — роль Людмилы Балкаевой в фильме режиссёра Тиля Эндемана (Till Endemann) — «Полёт в ночи — катастрофа над Юберлинген» (Flug in der Nacht — Das Unglück von Überlingen) о катастрофе башкирского лайнера над Боденским озером 1 июля 2002 года.
Как режиссёр поставила более десяти спектаклей: «Маленький Мук», «Руслан и Людмила», «Ревизор», «Волшебник изумрудного города», «Путешествие Нильса с дикими гусями», «Снежная королева», «Детям до шестнадцати» и др.
Живёт и преподаёт актёрское мастерство в Ганновере, Германия.

## Семья
- Первый муж — Игорь Волков, актёр.
- Второй муж — немецкий актёр театра и кино Вольф Лист (нем. Wolf List). 
  - Дочь Василиса Вольфовна Лист[1].

## Роли в театре

### Центральный детский театр
- «Алёша» Г. Н. Чухрая и В. И. Ежова — Шура

### Московский Художественный театр имени А. П. Чехова
- 1987 — «Дядя Ваня» А. П. Чехова — Соня

## Радиоспектакли
- «Пиноккио»
- «Завтра была война»
- «Собор Парижской богоматери»
- «Три мушкетера»
- «Двенадцать стульев»
- «Золотой телёнок»
- «Малыш»
- 1987 — «Тимур и его команда» — Ольга
- 1988 — «Оранжевое горлышко» — Оранжевое горлышко

## Фильмография
В России
- 1982 — Не хочу быть взрослым — Марина, подруга Светы
- 1982 — Вы умеете играть на пианино? (фильм-спектакль) — Надя
- 1983 — Ворота в небо
- 1983 — Оглянись! — Лена
- 1983 — Привет с фронта — Клавдия
- 1984 — Лучшие годы
- 1984 — Любовь и голуби — Людка
- 1985 — Полевая гвардия Мозжухина — Галя
- 1985 — Человек с аккордеоном — эпизод
- 1986 — За Ветлугой-рекой — Лена
- 1986 — Наш черёд, ребята! — Таня
- 1987 — Мораль Леонардо (телеспектакль) — Мария, дочь Тэдди
- 1988 — Пилоты
- 1989 — Женщины, которым повезло — Нина Верховская
- 1990 — Дина
- 1991 — Машенька

В Германии
- «Таторт. Следы войны»
- «Живущий у Рейна»
- «Рандеву»
- 2003 — «Приземление на Луну» (Mondlandung)
- 2004 — «Ласточкино гнездо» (Das Schwalbennest) — Вера
- 2005 — «Улыбка глубоководных рыб» (Das Lächeln der Tiefseefische) — Магда
- 2009 — «Полёт в ночи — катастрофа над Юберлинген» (Flug in die Nacht — Das Unglück von Überlingen) — Людмила Балкаева

## Режиссёрские работы
- «Маленький Мук»
- «Руслан и Людмила»
- «Ревизор»
- «Волшебник изумрудного города»
- «Путешествие Нильса с дикими гусями»
- «Снежная королева»
- «Детям до шестнадцати» и др.